# Majboor
Majboor (en français: Contraint) est un thriller indien en langue hindi de 1974 réalisé par Ravi Tandon et écrit par Salim-Javed. Le film est sorti en Inde le 6 décembre 1974 et met en vedette un ensemble composé d' Amitabh Bachchan, Parveen Babi, Pran, Farida Jalal, Sulochana Latkar, DK Sapru, Iftekhar, Satyen Kappu et Rehman. La musique a été composée par Laxmikant-Pyarelal. Le film est vaguement inspiré de deux films américains de 1970 : Zig Zag et Cold Sweat. Le film a ensuite été refait en telugu par le réalisateur K. Raghavendra Rao dans le rôle de Raja (1976) avec Shobhan Babu et Jayasudha. Le film a été un succès au box-office  et a également été refait en tamoul sous le nom de Naan Vazhavaippen (1979) avec Sivaji Ganeshan et KR Vijaya et en malayalam sous le nom de Ee Kaikalil (1986). Le film a également été une source d'inspiration pour le film Jimmy de 2008.
Salim-Javed avait initialement raconté l'histoire de Majboor à Ramesh Sippy qui l'avait appréciée mais voulait faire un film à plus grande échelle. C'est donc Ravi Tandon qui a réalisé Majboor et Ramesh Sippy a ensuite réalisé Sholay avec Salim-Javed.

## Synopsis
Ravi Khanna (Amitabh Bachchan) est un homme ordinaire qui travaille comme agent de voyages et vit heureux avec sa mère veuve (Sulochana Latkar), sa sœur en fauteuil roulant, Renu (Farida Jalal) et son jeune frère, Billu (Alankar Joshi). Il doit également se marier avec sa petite amie, Neela (Parveen Babi), qui est la fille unique d'un homme riche, M. Rajvansh (DK Sapru). Une nuit, un riche client, Surendra Sinha (Rehman), se rend au bureau de Ravi pour récupérer les billets d'avion qui lui ont été réservés. Ravi remarque une grosse bague en émeraude au doigt de Surendra, qui lui propose également de l'emmener en voiture car il pleut beaucoup. Plus tard, Ravi apprend de la police que Surendra a apparemment été kidnappé la même nuit et que les ravisseurs ont exigé une rançon de ₹ 5 lakhs au frère cadet de Surendra, Narendra Sinha (Satyen Kappu). Narendra a accepté de payer la rançon pour sauver son frère, mais il n'y a plus de nouvelles de Surendra. Six mois plus tard, l'inspecteur Khurana (Iftekhar) et l'inspecteur Kulkarni (Jagdish Raj) du CID découvrent avec surprise le corps sans vie de Surendra dans un caniveau et se rendent au bureau de Ravi pour l'interroger sur le meurtre. Ravi est nerveux à l'idée que Khurana et Kulkarni s'intéressent de près à lui, car il est la dernière personne connue à avoir rencontré Surendra. Il croit avoir un alibi et demande conseil à son ami avocat, l'avocat Rane (Shiv Kumar), car il est un homme simple avec une famille à charge et ne veut rien faire avec la police et les tribunaux.
Cependant, le stress semble déclencher plusieurs maux de tête qui causent à Ravi une douleur intense pendant quelques minutes. Après un deuxième épisode, il prend la situation suffisamment au sérieux pour consulter le Dr Shah (Sajjan) et subir une radiographie de son cerveau . Le diagnostic choquant est que Ravi a une tumeur au cerveau qui doit être retirée par une opération du cerveau, et si ce n'est pas le cas, cela entraînera sa mort dans les six mois. Ravi est prêt à subir une opération du cerveau, mais le Dr Shah déclare que cela pourrait soit le guérir complètement, soit entraîner des effets secondaires très imprévus allant de la cécité à la maladie mentale jusqu'à la paralysie . Ravi est brisé d'avoir tant de responsabilités envers sa mère, sa sœur et son frère, et estime qu'il n'a pas le droit de mourir ou de devenir un fardeau pour eux. En conséquence, Ravi part sans prendre de décision alors que les choix sont la mort et une vie pire que la mort. Au même moment, il reçoit la nouvelle intéressante selon laquelle Narendra, en deuil, a déclaré une belle récompense de ₹5 lakhs (qu'il était auparavant prêt à payer aux ravisseurs de son frère) à la personne qui l'aidera à capturer le meurtrier de Surendra. Dans une tentative d'améliorer les conditions financières de sa famille après lui, Ravi prévoit de se faire accuser du meurtre de Surendra et de collecter l'argent de la récompense pour sa famille, croyant qu'il n'a rien à perdre et qu'il va néanmoins mourir dans six mois. Il téléphone à Khurana et Kulkarni au poste de police en tant qu'informateur anonyme du meurtre de Surendra, qui déclare Ravi comme coupable et demande à la police de déposer l'argent auprès de son avocat, Rane.
Désespéré, Narendra accepte de payer la récompense après que Khurana l'ait informé de l' appel téléphonique anonyme. Pendant ce temps, Ravi envoie également une lettre anonyme au bureau de Rane, lui demandant d'ouvrir la lettre et de suivre ses instructions seulement après que le meurtrier de Surendra ait été condamné par le tribunal. Il plante également des preuves circonstancielles (sa chemise brûlée, ses mégots de cigarettes, des morceaux de corde et une tige de fer avec ses empreintes digitales) pour prouver que Ravi a kidnappé Surendra, l'a amené dans un endroit isolé puis l'a tué avec une tige de fer. Agissant sur la base des informations reçues, Khurana et Kulkarni récupèrent les preuves et arrêtent Ravi, qui avoue au tribunal qu'il a kidnappé Surendra pour une rançon de ₹5 lakhs, l'a ligoté dans un endroit isolé et lorsque Surendra a tenté de s'échapper, il l'a accidentellement tué et a jeté son cadavre dans le caniveau. En conséquence, Ravi est condamné à mort par le tribunal, dévastant sa famille, Neela et son père. Alors que la mère de Ravi et Neela tentent de donner un sens aux aveux de Ravi, implorant également sans succès la clémence de Narendra, Ravi souffre d'un autre épisode de maux de tête en prison et est transporté d'urgence par Khurana et Kulkarni à l' hôpital, où, par hasard, c'est le Dr Shah qui l'examine. Conscient des antécédents médicaux de Ravi, le Dr Shah ne perd pas de temps pour l'emmener au bloc opératoire, et Ravi subit miraculeusement une opération du cerveau réussie sans effets secondaires, mais il est trop tard maintenant car Ravi est un criminel condamné pour enlèvement, rançon et meurtre, qu'il a lui-même infligés.
Deux mois plus tard, Ravi convoque Neela et Rane pour une réunion à l'hôpital et admet être innocent, mais Rane déclare qu'il n'y a désormais plus d'issue et qu'il aura besoin de nouvelles preuves pour rouvrir l'affaire. Pour tenter de se sauver de l'exécution, Ravi s'échappe de l'hôpital à la recherche du véritable meurtrier de Surendra, et est aidé par Neela dans sa poursuite. Les deux s'échappent vers un hôtel pour plus de sécurité, où Ravi rencontre un homme nommé Mahipat Rai (Madan Puri), qui a une petite amie bien qu'il soit marié à une femme millionnaire, Sulakshana (Lalita Kumari). Ravi remarque que Mahipat porte de manière choquante la même bague qu'il avait remarquée au doigt de Surendra. Après avoir été interrogé par Ravi, Mahipat révèle que la bague lui a été vendue par un propriétaire de magasin de curiosités nommé Prakash (Mac Mohan). Avec l'aide de Prakash, Ravi retrace l'origine de la bague jusqu'à Michael D'Souza (Pran), un voleur professionnel au bon cœur et insouciant, à qui Prakash avait acheté la bague. Ravi rencontre Michael et le confronte à propos de la bague de Surendra, lorsque Michael admet avoir volé la bague et prétend être le seul témoin du meurtre de Surendra. Cette nuit pluvieuse, Michael avait arrêté une voiture avec un chauffeur et un autre homme endormi sur la banquette arrière, et avait menacé le conducteur sous la menace d'une arme . Le chauffeur a affirmé que l'homme endormi était son ami malade et qu'il l'emmenait à l'hôpital. Comme il n'avait rien à donner, le chauffeur retira la bague du doigt de l'homme endormi et la tendit à Michael. Ravi comprend que l'homme endormi était Surendra et qu'il était déjà mort, et que le conducteur était son meurtrier. En échange de la recherche du véritable meurtrier de Surendra, Ravi offre à Michael la récompense de ₹5 lakhs ainsi que la bague de Surendra.
Cependant, Prakash conseille à Michael de trahir Ravi et de conclure un accord avec Narendra, qui lui donnera ₹5 lakhs pour les informations sur le meurtrier. Michael se rend chez Surendra pour rencontrer Narendra pour la même chose, mais est choqué d'identifier Narendra comme le conducteur de la voiture, à qui il avait volé la bague de Surendra. Ne voyant pas d'autre issue, Narendra admet que la femme de Surendra, Mona (Ashoo), a eu une liaison extraconjugale avec lui, que Surendra a découverte pendant la nuit pluvieuse et a banni Narendra de la maison. Il a également allégué que Narendra était son frère adoptif, mais un Narendra furieux a immédiatement riposté en brisant des bouteilles en verre sur la tête de Surendra, le tuant instantanément en raison de blessures à la tête . Narendra a ensuite jeté le cadavre de Surendra dans le caniveau, a simulé son enlèvement et sa rançon, et a annoncé la récompense de ₹5 lakhs pour couvrir son crime. Après avoir appris cela, Michael accepte de remettre Ravi à Narendra en échange de ₹7,5 lakhs. Michael demande à Ravi et Narendra d'atteindre simultanément une cabane isolée, où Ravi trouvera le véritable meurtrier de Surendra, et Narendra trouvera Ravi. Michael est maintenant perplexe car il sait que Ravi n'a jamais assassiné Surendra, et pourtant il a admis le crime devant le tribunal.
Pour tenter de découvrir la vérité sur les actions étranges de Ravi, Michael se rend chez Ravi et se rend compte que Ravi a pris la responsabilité du meurtre juste pour subvenir aux besoins de sa famille, et prête serment que Ravi reviendra chez eux. Plus tard, Michael rencontre Narendra à l'endroit où il l'avait convoqué, lui et Ravi. Lorsque Ravi et Neela arrivent sur place, ils sont horrifiés de voir Narendra tirer trois balles dans le ventre de Michael, déjà conscient qu'il révélera la vérité sur son crime. À ce stade, Ravi apprend que le meurtrier de Surendra n'est autre que Narendra, le propre frère de Surendra. Il s'éloigne désespérément pour ramener un médecin dans le temps, tandis qu'un Michael gravement blessé tient Narendra sous la menace d'une arme avec Neela pendant ce temps. Alors que Ravi revient avec un médecin, Kulkarni et la police découvrent sa voiture et poursuivent Ravi jusqu'à la scène du crime . Alors que la santé de Michael se détériore, Narendra tente de s'échapper, mais Ravi arrive à temps et le capture. Michael donne son témoignage à Kulkarni sur l'innocence de Ravi et sur le fait que Narendra est le meurtrier de Surendra, et finit par mourir dans les bras de Ravi. En conséquence, Kulkarni et la police arrêtent Narendra pour les meurtres de Surendra et de Michael, et acquittent Ravi de l'accusation du meurtre de Surendra. Le film se termine avec les funérailles de Michael lorsque son serment de réunir Ravi avec sa famille est rappelé.

## Fiche technique
- Titre original : Majboor
- Titre original en Hindi : मजबूर
- Langues : Hindi
- Réalisateur : Ravi Tandon
- Pays :  Inde
- Date de sortie :
  -  Inde : 6 décembre 1974
  -  Royaume-Uni : 7 décembre 1974
- Genre : Thriller

## Distribution
- Amitabh Bachchan dans le rôle de Ravi Khanna
- Parveen Babi dans le rôle de Neela Rajvansh
- Pran dans le rôle de Michael D'Souza
- Farida Jalal dans le rôle de Renu Khanna (la sœur de Ravi)
- Sulochana Latkar dans le rôle de Mme Khanna (la mère de Ravi)
- Iftekhar en tant qu'inspecteur du CID Khurana
- D. K. Sapru dans le rôle de M. Rajvansh (le père de Neela)
- Satyen Kappu dans le rôle de Narendra Sinha
- Rehman dans le rôle de Surendra Sinha
- Ashoo dans le rôle de Mona Sinha (veuve de Surendra)
- Mac Mohan dans le rôle de Prakash (l'ami de Michael)
- Sajjan dans le rôle du Dr Shah (le médecin de Ravi)
- Madan Puri dans le rôle de Mahipat Rai
- Alankar Joshi dans le rôle de Billu Khanna (le frère cadet de Ravi)
- Jagdish Raj en tant qu'inspecteur Kulkarni (assistant de Khurana)
- Shiv Kumar dans le rôle de l'avocat Rane (l'ami de Ravi)
- Sudhir dans le rôle de Sharma (collègue de Ravi)
- K. N. Singh dans le rôle du procureur (apparition spéciale)
- Murad dans le rôle du juge de la Cour suprême (apparition spéciale)
- Lalita Kumari  dans le rôle de Sulakshana Rai (épouse de Mahipat)
- Sabina dans le rôle de Madhu (petite amie de Mahipat)
- Anoop Kumar dans le rôle d'un passager aérien effrayé